# Северная марка

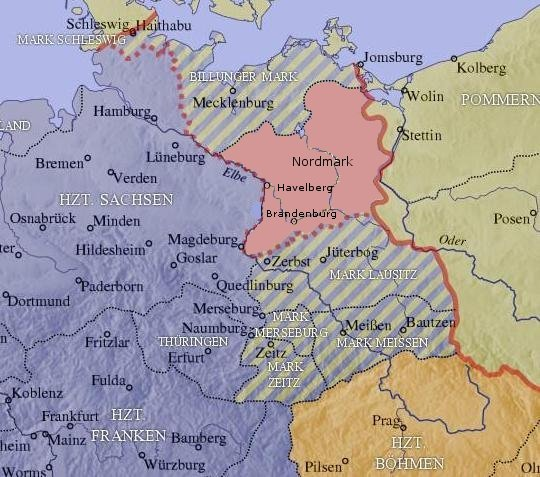
Разделение Восточной Саксонской марки в 965 году. Северная марка показана розовым цветом.

Северная марка или Марка Северной Саксонии (нем. Nordmark) — пограничная марка (маркграфство), основанная королём Генрихом I в 936 году для защиты герцогства Саксонского от нападений вендов.
Составными её частями были гау (округ) Балезем, или Бальзамская страна, которая замыкалась реками Эльба, Аланд, Виза, Мильда и линией, проведённой от последней реки через Роксфердское болото к Оре; северная часть называлась Минтгау или Мильтгау и заключала в себе теперешнюю Вишу; южная часть называлась Мозе или Мозиде. Округ Остервальде, на запад от предыдущего, простирался от Бизы до Оры. Славянские округа (на севере), обитатели которых и теперь ещё сохранили свои особенности. Северная марка находилась под верховной властью герцогов саксонских и имела замки в Тангермюнде, Арнбурге, Вербене и т. д.

## История
Первым правителем образованной марки (она называлась Восточной) король назначил Зигфрида Мерзебургского (ум. 10 июля 937), носившего титул «легат». После его гибели Генрих I назначил маркграфом брата Зигфрида Мерзебургского, Геро (ок. 900 — 20 мая 965). Геро вместе с маркграфом Германом Биллунгом был одной из главных опор императора Оттона I на востоке Германии. Он подчинил много славянских земель вплоть до Одера, значительно расширив владения, сдерживал нападения вендов, а в 962/963 году даже предпринял поход в Польшу. Геро основал в завоеванных землях епископства Хавельберг и Бранденбург, фактически являясь их правителем. В 954 году он помог подавить восстание герцога Людольфа. После смерти Геро в 965 году его марка была разделена на Северную (Nordmark), Восточную (Ostmark) или Лужицкую и Мейсенскую марки.
Собственно Северную марку получил граф Дитрих фон Хальденслебен (ум. 25 августа 985). Император Оттон поручил Дитриху примирить население в завоеванных саксонских областях Лузация и Гевеллия, но по рассказам Титмара Мерзебургского и более поздних летописцев Дитрих не особенно пытался этого добиться. Именно в высокомерии и халатности Дитриха Титмар Мерзебургский видит причину восстания славян в Лузации в 983 году, в результате которого Германия потеряла земли между Эльбой и Одером.
После его смерти Северная марка была передана графу Вальбека Лотарю III (ум. 25 января 1003), но его сын Вернер (ум. 11 ноября 1014) в 1009 году был лишён маркграфства, отданного сыну Дитриха фон Хальденслебена — Бернхарду I Старшему (ум. ок. 1018).
После гибели в 1056 году маркграфа Северной марки Вильгельма императрица Агнесса де Пуатье, вдова недавно умершего императора Генриха III, которая стала регентшей от имени своего малолетнего сына Генриха IV, отдала Северную марку, а также некоторые владения дома Хальденслебен, графу Штаде Лотарю Удо I, что вызвало недовольство Оттона, сводного брата Вильгельма. Разгорелся серьёзный конфликт, Оттона поддержали многие саксонские графы. Для разбора конфликта в июне 1057 года императрица пригласила Оттона в сопровождении приверженцев и вассалов в Мариенбург. Но по дороге Оттон был убит саксонским графом Бруно, и с ним угас дом Хальденслебен.
Сын Лотаря Удо I, Лотарь Удо II (1020/1030—1082) избрал своей резиденцией Зальтведель или Зальцведель, и с тех пор эти владения часто назывались Зальтведельской маркой.
По смерти маркграфа Конрада фон Плёцкау (ок. 1108 — 10 января 1133) марка в 1134 году перешла к Альбрехту Медведю из дома Асканиев. В 1142 году Альбрехт получил Северную Марку от Конрада III как имперское княжество в наследственное ленное владение, а в 1157 году она стала имперским маркграфством Бранденбургским; с этих пор ленная связь с герцогством Саксонским прекращается, и история её есть история Бранденбурга.